# Copa d'Or de la CONCACAF de 2019
La Copa d'Or de la CONCACAF de 2019 va ser la 15a edició de la Copa d'Or de la CONCACAF, el campionat biennal internacional de futbol masulí de la regió Nord-Americana, Centroamericana, i del Carib, organitzat per la CONCACAF. Els Estats Units, Costa Rica, i Jamaica són els amfitrions. El torneig té lloc entre el 15 de juny i 7 de juliol de 2019. El campió defensor va ser els Estats Units.
El febrer 2018, CONCACAF va anunciar que el torneig s'expandiria a 16 equips a partir de 12.
Mèxic va derrotar els Estats Units 2-1 en la final el 7 de juliol.

## Nacions Participants
Entre els 16 equips, sis equips es classifiquen directament després de participar en la fase de classificació de la Copa Mundial de la FIFA de 2018, mentre que els altres 10 equips es classifiquen a través de la qualificació de la Lliga de les Nacions de la CONCACAF de 2019-20.
| Team                        | Data de classificació | Aparicions en Copa d'Or | Última aparició | Millor rendiment                                    | Classificació de la FIFA | Classificació de la CONCACAF |
| --------------------------- | --------------------- | ----------------------- | --------------- | --------------------------------------------------- | ------------------------ | ---------------------------- |
| Mèxic                       | 7 març 2018           | 15a                     | 2017            | Campions (1993, 1996, 1998, 2003, 2009, 2011, 2015) | 18                       | 1                            |
| Costa Rica (amfitrions)     | 7 març 2018           | 14a                     | 2017            | Finalista (2002)                                    | 39                       | 3                            |
| Panamà                      | 7 març 2018           | 9a                      | 2017            | Finalista (2005, 2013)                              | 75                       | 5                            |
| Hondures                    | 7 març 2018           | 14a                     | 2017            | Finalista (1991)                                    | 61                       | 4                            |
| Estats Units · (amfitrions) | 7 març 2018           | 15a                     | 2017            | Campions (1991, 2002, 2005, 2007, 2013, 2017)       | 30                       | 2                            |
| Trinitat i Tobago           | 7 març 2018           | 10a                     | 2015            | Semifinals (2000)                                   | 92                       | 11                           |
| Haití                       | 24 març 2019          | 7a                      | 2015            | Quarts (2002, 2009)                                 | 101                      | 10                           |
| Canadà                      | 24 març 2019          | 14a                     | 2017            | Campions (2000)                                     | 78                       | 6                            |
| Martinica                   | 23 March 2019         | 6a                      | 2017            | Quarts (2002)                                       | N/A                      | 12                           |
| Curaçao                     | 23 març 2019          | 2a                      | 2017            | Fase de Grups (2017)                                | 79                       | 15                           |
| Bermudes                    | 24 març 2019          | 1a                      | —               | Debut                                               | 174                      | 20                           |
| Cuba                        | 24 març 2019          | 9a                      | 2015            | Quarts (2003, 2013, 2015)                           | 175                      | 13                           |
| Guyana                      | 23 març 2019          | 1a                      | —               | Debut                                               | 177                      | 22                           |
| Jamaica (co-hosts)          | 23 març 2019          | 11a                     | 2017            | Finalista (2015, 2017)                              | 54                       | 7                            |
| Nicaragua                   | 24 març 2019          | 3a                      | 2017            | Fase de Grups (2009, 2017)                          | 129                      | 14                           |
| El Salvador                 | 24 març 2019          | 11a                     | 2017            | Quarts (2002, 2003, 2011, 2013, 2017)               | 69                       | 9                            |

1. ↑  Martinica no és membre de la FIFA i no té un rànquing de la FIFA

## Estadis
El maig 2018, CONCACAF va confirmar que partits es faran a Amèrica Central i al Carib.

### Estats Units
S'han seleccionat 15 estadis als Estats Units
| Pasadena (àrea de Los Angeles) | Denver | Houston | Houston |  |
| ------------------------------ | --- | --- | --- |  |
| Rose Bowl                      | Mile High | NRG Stadium | BBVA Stadium |  |
| Capacitat: 90.888              | Capacitat: 76.125 | Capacitat: 71.795 | Capacitat: 22.039 |  |
| Rose Bowl                      | Sports Authority Field                                                                                                  | NRG Stadium | BBVA Stadium |  |
| Charlotte                      | Saint PaulLos AngelesGlendaleFiladèlfiaCharlotteFriscoClevelandKansas CityDenverNashvilleHoustonPasadenaChicagoHarrison | Saint PaulLos AngelesGlendaleFiladèlfiaCharlotteFriscoClevelandKansas CityDenverNashvilleHoustonPasadenaChicagoHarrison | Saint PaulLos AngelesGlendaleFiladèlfiaCharlotteFriscoClevelandKansas CityDenverNashvilleHoustonPasadenaChicagoHarrison |  |
| Bank of America Stadium        | Saint PaulLos AngelesGlendaleFiladèlfiaCharlotteFriscoClevelandKansas CityDenverNashvilleHoustonPasadenaChicagoHarrison | Saint PaulLos AngelesGlendaleFiladèlfiaCharlotteFriscoClevelandKansas CityDenverNashvilleHoustonPasadenaChicagoHarrison | Saint PaulLos AngelesGlendaleFiladèlfiaCharlotteFriscoClevelandKansas CityDenverNashvilleHoustonPasadenaChicagoHarrison |  |
| Capacitat: 75.525              | Saint PaulLos AngelesGlendaleFiladèlfiaCharlotteFriscoClevelandKansas CityDenverNashvilleHoustonPasadenaChicagoHarrison | Saint PaulLos AngelesGlendaleFiladèlfiaCharlotteFriscoClevelandKansas CityDenverNashvilleHoustonPasadenaChicagoHarrison | Saint PaulLos AngelesGlendaleFiladèlfiaCharlotteFriscoClevelandKansas CityDenverNashvilleHoustonPasadenaChicagoHarrison |  |
| Bank of America Stadium        | Saint PaulLos AngelesGlendaleFiladèlfiaCharlotteFriscoClevelandKansas CityDenverNashvilleHoustonPasadenaChicagoHarrison | Saint PaulLos AngelesGlendaleFiladèlfiaCharlotteFriscoClevelandKansas CityDenverNashvilleHoustonPasadenaChicagoHarrison | Saint PaulLos AngelesGlendaleFiladèlfiaCharlotteFriscoClevelandKansas CityDenverNashvilleHoustonPasadenaChicagoHarrison |  |
| Filadèlfia                     | Saint PaulLos AngelesGlendaleFiladèlfiaCharlotteFriscoClevelandKansas CityDenverNashvilleHoustonPasadenaChicagoHarrison | Saint PaulLos AngelesGlendaleFiladèlfiaCharlotteFriscoClevelandKansas CityDenverNashvilleHoustonPasadenaChicagoHarrison | Saint PaulLos AngelesGlendaleFiladèlfiaCharlotteFriscoClevelandKansas CityDenverNashvilleHoustonPasadenaChicagoHarrison |  |
| Lincoln Financial Field        | Saint PaulLos AngelesGlendaleFiladèlfiaCharlotteFriscoClevelandKansas CityDenverNashvilleHoustonPasadenaChicagoHarrison | Saint PaulLos AngelesGlendaleFiladèlfiaCharlotteFriscoClevelandKansas CityDenverNashvilleHoustonPasadenaChicagoHarrison | Saint PaulLos AngelesGlendaleFiladèlfiaCharlotteFriscoClevelandKansas CityDenverNashvilleHoustonPasadenaChicagoHarrison |  |
| Capacitat: 69.143              | Saint PaulLos AngelesGlendaleFiladèlfiaCharlotteFriscoClevelandKansas CityDenverNashvilleHoustonPasadenaChicagoHarrison | Saint PaulLos AngelesGlendaleFiladèlfiaCharlotteFriscoClevelandKansas CityDenverNashvilleHoustonPasadenaChicagoHarrison | Saint PaulLos AngelesGlendaleFiladèlfiaCharlotteFriscoClevelandKansas CityDenverNashvilleHoustonPasadenaChicagoHarrison |  |
| Lincoln Financial Field        | Saint PaulLos AngelesGlendaleFiladèlfiaCharlotteFriscoClevelandKansas CityDenverNashvilleHoustonPasadenaChicagoHarrison | Saint PaulLos AngelesGlendaleFiladèlfiaCharlotteFriscoClevelandKansas CityDenverNashvilleHoustonPasadenaChicagoHarrison | Saint PaulLos AngelesGlendaleFiladèlfiaCharlotteFriscoClevelandKansas CityDenverNashvilleHoustonPasadenaChicagoHarrison |  |
| Nashville                      | Saint PaulLos AngelesGlendaleFiladèlfiaCharlotteFriscoClevelandKansas CityDenverNashvilleHoustonPasadenaChicagoHarrison | Saint PaulLos AngelesGlendaleFiladèlfiaCharlotteFriscoClevelandKansas CityDenverNashvilleHoustonPasadenaChicagoHarrison | Saint PaulLos AngelesGlendaleFiladèlfiaCharlotteFriscoClevelandKansas CityDenverNashvilleHoustonPasadenaChicagoHarrison |  |
| Nissan Stadium                 | Saint PaulLos AngelesGlendaleFiladèlfiaCharlotteFriscoClevelandKansas CityDenverNashvilleHoustonPasadenaChicagoHarrison | Saint PaulLos AngelesGlendaleFiladèlfiaCharlotteFriscoClevelandKansas CityDenverNashvilleHoustonPasadenaChicagoHarrison | Saint PaulLos AngelesGlendaleFiladèlfiaCharlotteFriscoClevelandKansas CityDenverNashvilleHoustonPasadenaChicagoHarrison |  |
| Capacitat: 69.143              | Saint PaulLos AngelesGlendaleFiladèlfiaCharlotteFriscoClevelandKansas CityDenverNashvilleHoustonPasadenaChicagoHarrison | Saint PaulLos AngelesGlendaleFiladèlfiaCharlotteFriscoClevelandKansas CityDenverNashvilleHoustonPasadenaChicagoHarrison | Saint PaulLos AngelesGlendaleFiladèlfiaCharlotteFriscoClevelandKansas CityDenverNashvilleHoustonPasadenaChicagoHarrison |  |
| Nissan Stadium                 | Saint PaulLos AngelesGlendaleFiladèlfiaCharlotteFriscoClevelandKansas CityDenverNashvilleHoustonPasadenaChicagoHarrison | Saint PaulLos AngelesGlendaleFiladèlfiaCharlotteFriscoClevelandKansas CityDenverNashvilleHoustonPasadenaChicagoHarrison | Saint PaulLos AngelesGlendaleFiladèlfiaCharlotteFriscoClevelandKansas CityDenverNashvilleHoustonPasadenaChicagoHarrison |  |
| Cleveland                      | Glendale (àrea de Phoenix)                                                                                              | Chicago | Harrison (àrea de Nova York)                                                                                            |  |
| FirstEnergy Stadium            | State Farm Stadium | Soldier Field | Red Bull Arena |  |
| Capacitat: 67.895              | Capacitat: 63.400 | Capacitat: 61.500 | Capacitat: 25.000 |  |
| First Energy Stadium           | State Farm Stadium | Soldier Field | |  |
| Los Angeles                    | Frisco (àrea de Dallas)                                                                                                 | Saint Paul (àrea de Minneapolis)                                                                                        | Kansas City |  |
| Banc of California Stadium     | Toyota Stadium | Allianz Field | Children's Mercy Park                                                                                                   |  |
| Capacitat: 22.000              | Capacitat: 60.500 | Capacitat: 19.400 | Capacitat: 18.467 |  |
| Banc of California Stadium     | Toyota Stadium | Allianz Field | Children's Mercy Park                                                                                                   |  |

### Costa Rica
Costa Rica va acollir dos partits el 16 de juny a San José.
| San José | San José                       |
| San José | Estadio Nacional de Costa Rica |
| San José | Capacitat: 35.175              |
| San José |                                |

### Jamaica
Jamaica va acollir dos partits el 17 de juny a Kingston.
| Kingston | Kingston          |
| Kingston | Independence Park |
| Kingston | Capacitat: 35.000 |
| Kingston |                   |

## Fase de Grups

### Grup A
| Pos | Equip     | PJ | PG | PE | PP | GF | GC | DG  | Pts | Classificació          |
| --- | --------- | -- | -- | -- | -- | -- | -- | --- | --- | ---------------------- |
| 1   | Mèxic     | 3  | 3  | 0  | 0  | 13 | 3  | +10 | 9   | Avança a eliminatòries |
| 2   | Canadà    | 3  | 2  | 0  | 1  | 12 | 3  | +9  | 6   | Avança a eliminatòries |
| 3   | Martinica | 3  | 1  | 0  | 2  | 5  | 7  | −2  | 3   |                        |
| 4   | Cuba      | 3  | 0  | 0  | 3  | 0  | 17 | −17 | 0   |                        |

### Grup B
| Pos | Equip          | PJ | PG | PE | PP | GF | GC | DG | Pts | Classificació          |
| --- | -------------- | -- | -- | -- | -- | -- | -- | -- | --- | ---------------------- |
| 1   | Haití          | 3  | 3  | 0  | 0  | 6  | 2  | +4 | 9   | Avança a eliminatòries |
| 2   | Costa Rica (H) | 3  | 2  | 0  | 1  | 7  | 3  | +4 | 6   | Avança a eliminatòries |
| 3   | Bermudes       | 3  | 1  | 0  | 2  | 4  | 4  | 0  | 3   |                        |
| 4   | Nicaragua      | 3  | 0  | 0  | 3  | 0  | 8  | −8 | 0   |                        |

### Grup C
| Pos | Equip       | PJ | PG | PE | PP | GF | GC | DG | Pts | Classificació          |
| --- | ----------- | -- | -- | -- | -- | -- | -- | -- | --- | ---------------------- |
| 1   | Jamaica (H) | 3  | 1  | 2  | 0  | 4  | 3  | +1 | 5   | Avança a eliminatòries |
| 2   | Curaçao     | 3  | 1  | 1  | 1  | 2  | 2  | 0  | 4   | Avança a eliminatòries |
| 3   | El Salvador | 3  | 1  | 1  | 1  | 1  | 4  | −3 | 4   |                        |
| 4   | Hondures    | 3  | 1  | 0  | 2  | 6  | 4  | +2 | 3   |                        |

### Grup D
| Pos | Equip             | PJ | PG | PE | PP | GF | GC | DG  | Pts | Classificació          |
| --- | ----------------- | -- | -- | -- | -- | -- | -- | --- | --- | ---------------------- |
| 1   | Estats Units (H)  | 3  | 3  | 0  | 0  | 11 | 0  | +11 | 9   | Avança a eliminatòries |
| 2   | Panamà            | 3  | 2  | 0  | 1  | 6  | 3  | +3  | 6   | Avança a eliminatòries |
| 3   | Guyana            | 3  | 0  | 1  | 2  | 3  | 9  | −6  | 1   |                        |
| 4   | Trinitat i Tobago | 3  | 0  | 1  | 2  | 1  | 9  | −8  | 1   |                        |

## Eliminatòries

### Suport del torneig
|  | Quarts                  | Quarts               |                     |       | Semifinals | Semifinals |  |  | Final | Final |
|  |                         |                      |                     |       |            |            |  |  |       |       |
|  | 29 juny – Houston (NRG) |                      |                     |       |            |            |  |  |       |       |
|  |                         |                      |                     |       |            |            |  |  |       |       |
|  | Haití                   | 3                    |                     |       |            |            |  |  |       |       |
|  | Haití                   | 3                    | 2 juliol – Glendale |       |            |            |  |  |       |       |
|  | Canadà                  | 2                    |                     |       |            |            |  |  |       |       |
|  | Canadà                  | 2                    | Haití               | 0     |            |            |  |  |       |       |
|  | 29 juny – Houston (NRG) |                      | Haití               | 0     |            |            |  |  |       |       |
|  |                         | Mèxic (prò.)         | 1                   |       |            |            |  |  |       |       |
|  | Mèxic (p.)              | Mèxic (prò.)         | 1                   | 1 (5) |            |            |  |  |       |       |
|  | Mèxic (p.)              |                      | 7 juliol – Chicago  | 1 (5) |            |            |  |  |       |       |
|  | Costa Rica              | 1 (4)                |                     |       |            |            |  |  |       |       |
|  | Costa Rica              | 1 (4)                | Mèxic               | 1     |            |            |  |  |       |       |
|  | 30 juny – Philadelphia  |                      | Mèxic               | 1     |            |            |  |  |       |       |
|  |                         | Estats Units         | 0                   |       |            |            |  |  |       |       |
|  | Jamaica                 | Estats Units         | 0                   | 1     |            |            |  |  |       |       |
|  | Jamaica                 | 3 juliol – Nashville |                     | 1     |            |            |  |  |       |       |
|  | Panamà                  | 0                    |                     |       |            |            |  |  |       |       |
|  | Panamà                  | 0                    | Jamaica             | 1     |            |            |  |  |       |       |
|  | 30 juny – Philadelphia  |                      | Jamaica             | 1     |            |            |  |  |       |       |
|  |                         | Estats Units         | 3                   |       |            |            |  |  |       |       |
|  | Estats Units            | Estats Units         | 3                   | 1     |            |            |  |  |       |       |
|  | Estats Units            |                      |                     | 1     |            |            |  |  |       |       |
|  | Curaçao                 | 0                    |                     |       |            |            |  |  |       |       |
|  | Curaçao                 | 0                    |                     |       |            |            |  |  |       |       |

### Quarts
| Haití                                      | 3-2     | Canadà                    |
| ------------------------------------------ | ------- | ------------------------- |
| Nazon 50' · Bazile 70' (p.) · Guerrier 76' | Informe | David 18' · Cavallini 28' |

| Mèxic                                                     | 1-1 (pr.) | Costa Rica                                        |
| --------------------------------------------------------- | --------- | ------------------------------------------------- |
| Jiménez 44'                                               | Informe   | Ruiz 52' (pen.)                                   |
| Tanda de penals                                           |           |                                                   |
| Jiménez · Montes · Alvarado · Gallardo · Moreno · Salcedo | 5–4       | Borges · Aguilar · Leal · Duarte · Calvo · Fuller |

| Jamaica           | 1-0     | Panamà |
| ----------------- | ------- | ------ |
| Mattocks 75' (p.) | Informe |        |

| Estats Units | 1-0     | Curaçao |
| ------------ | ------- | ------- |
| McKennie 25' | Informe |         |

### Semifinals
| Haití | 0-1 (pr.) | Mèxic            |
| ----- | --------- | ---------------- |
|       | Informe   | Jiménez 93' (p.) |

| Jamaica       | 1-3 (pr.) | Estats Units                   |
| ------------- | --------- | ------------------------------ |
| Nicholson 69' | Informe   | McKennie 9' · Pulisic 52', 87' |

### Final
| Mèxic          | 1-0     | Estats Units |
| -------------- | ------- | ------------ |
| dos Santos 73' | Informe |              |

 Soldier Field, Chicago